# Biserica de lemn „Sfântul Arhanghel Mihail” din Cobani
Biserica de lemn „Sf. Arhanghel Mihail” este o biserică amplasată în Cobani, raionul Glodeni, Republica Moldova. Este un monument arhitectural de importanță națională inclus în Registrul monumentelor Republicii Moldova ocrotite de stat cu nr. 1531 (raionul Glodeni). Datează din 1838.